# Retrato em Branco e Preto
Retrato em Branco e Preto (também conhecida como Zingaro) é uma canção composta por Antônio Carlos Jobim, com a letra de Chico Buarque.
Jobim escreveu a canção em 1965 como uma peça instrumental intitulada "Zingaro", que significa "cigano". Em uma entrevista, Jobim disse: "Era a música de um musico que, eventualmente, precisou penhorar seu violino — sem lugar para trabalhar, sem sua música. Mãos totalmente vazias". Ele lançou a versão instrumental em seu álbum de 1967, A Certain Mr. Jobim. Já Chico lançou Retrato em Branco e Preto em 1968, em seu terceiro álbum de estúdio, intitulado Chico Buarque de Hollanda (Vol. 3).
Logo depois, ele abordou Chico Buarque para escrever a letra da música. A biógrafa Helena Jobim afirma que "Tom repetiu o tema de 'Zíngaro' repetidas vezes, e uma infinidade de imagens, palavras, sons e harmonias vieram aos dois músicos... Buarque gravou a melodia em uma fita para elaborar os versos em casa. Foi a primeira vez que eles coescreveram uma música... Neste caso, seus versos ficaram prontos em poucos dias."
A nova peça foi renomeada como "Retrato em Branco e Preto". Jobim perguntou a Buarque por que ele inverteu a ordem usual das palavras, "preto e branco". Buarque respondeu que se tivesse escrito "preto e branco", a única palavra que rimaria seria "tamanco". Contudo, em inglês, a faixa é conhecida como Retrato em Preto e Branco.

## Versão em inglês
Uma tradução autorizada para o inglês, Picture in Black and White, foi lançada em 2011 pela cantora sueca Nina Ripe em seu álbum de estreia Apaixonada  que foi indicado ao prêmio de Melhor Álbum do Ano pela revista de jazz sueca Orkesterjournalen.  A letra, que é muito próxima da original, foi escrita pelo cantor e compositor Johan Christher Schütz .

## Versões gravadas
- Antônio Carlos Jobim – Um Certo Senhor Jobim (1967), como instrumental "Zingaro", e Inédito (gravação 1987, lançado 1995)
- Chico Buarque – Chico Buarque de Holanda (Vol. 3) (1968)
- Nara Leão – Dez Anos Depois (1971)
- Elis Regina e Antônio Carlos Jobim – Elis e Tom (1974)
- Stan Getz com João Gilberto – O Melhor de Dois Mundos (1975)
- Stan Getz & João Gilberto – Getz/Gilberto '76 (rec. 1976, lançado em 2016)
- João Gilberto - Amoroso (1976), como "Zingaro", João Gilberto Prado Pereira de Oliveira (1980) e Live in Montreux (rec. 1985, lançado em 1987)
- Gábor Szabó – Femme Fatale (rec. 1979, lançado em 1981), como "Zingaro"
- Chet Baker – Chet Baker em Tóquio (1987) e canta e toca do filme "Let's Get Lost " (1989)
- Joe Henderson – Double Rainbow: A Música de Antonio Carlos Jobim (1995)
- Paquito D'Rivera – Sonhos Brasileiros (2002)
- Emilie-Claire Barlow – Como um Amante (2005)
- Toninho Horta – Para Jobim com Amor (2008)
- Chick Corea e Stefano Bollani – Orvieto (2011)
- Mãeana – Mãeana canta JG (2024)